# Kevin Lacruz
Kevin Lacruz Coscolín (Zaragoza, Aragón, España, 13 de febrero de 1992) es un futbolista español que juega como centrocampista en el Club Deportivo Teruel de la Segunda División RFEF. 

## Trayectoria
Formado en las cargorías inferiores del Club Deportivo Ebro, y Real Zaragoza, desde 2005 a 2009, año en que pasaría a formar parte del Real Zaragoza "B".
Marcelino García Toral le hizo debutar como profesional en la Primera División de España el 12 de septiembre de 2009 frente al Sevilla F. C. en el Estadio Sánchez Pizjuán, al sustituir en el minuto sesenta y uno a Jermaine Pennant, en un encuentro ya decidido que finalizó con la derrota de su equipo por 4 a 1. Su debut como profesional fue con aún 17 años (y 157 días), siendo el segundo jugador del Real Zaragoza más joven en debutar en Primera División con el primer equipo, solo por detrás de Moisés que debutó en la temporada 1988-89 a lás órdenes de Antic. Llegó a disputar seis partidos en la categoría más alta del fútbol español de la mano de los entrenadores Marcelino García Toral y José Aurelio Gay que en las temporadas 2009-10 y 2010-11 le hicieron gozar de algunos minutos pero sin llegar a ganarse un puesto en el primer equipo. En el filial permaneció durante cinco temporadas consecutivas en las que jugó más de cien partidos y marcaría quince goles en total.
El 15 de julio de 2013, tras la que fue su mejor temporada en el filial blanquillo, fichó por el Real Betis Balompié "B" donde anotó el tanto decisivo para darle el ascenso al equipo a Segunda División B. Aun así no renueva por el filial bético y pasa a competir la temporada 2014-15 con el C. D. Guadalajara con el que juega los play-off de ascenso a Segunda División.
En verano de 2015 ficha por el recién ascendido a Segunda B Club Deportivo Ebro, club en el que comenzó a jugar al fútbol en la categoría de benjamín, y en el que coincidiría con antiguos compañeros del Real Zaragoza "B". En su primera temporada se convierte en el máximo anotador del equipo con nueve goles además de un gol en Copa del Rey.

## Selección nacional
De 2008 a 2009 forma parte de la Selección de fútbol sub-17 de España, siendo un habitual del combinado base, disputando un total de 14 partidos en estos dos años. En 2010 disputaría diversos partidos tanto con la sub-18 como con la sub-19.

## Clubes
| Club              | País   | Año       |
| ----------------- | ------ | --------- |
| Real Zaragoza "B" | España | 2009-2013 |
| Real Zaragoza     | España | 2009-2011 |
| Real Betis "B"    | España | 2013-2014 |
| C. D. Guadalajara | España | 2014-2015 |
| C. D. Ebro        | España | 2015-2017 |
| C. F. Badalona    | España | 2017-2018 |
| S. D. Ejea        | España | 2018-2019 |
| Barakaldo C. F.   | España | 2019-2020 |
| U. P. Langreo     | España | 2020      |
| C. D. Teruel      | España | 2020-     |